# Premis de la Crítica dels Escriptors Valencians
Els Premis de la Crítica dels Escriptors Valencians són uns guardons que atorga anualment des de 1991 l'àmbit territorial del País Valencià de l'Associació d'Escriptors en Llengua Catalana.
Reconeixen les millors obres publicades en llengua catalana durant l'any anterior, en les modalitats d'assaig, literatura infantil, literatura juvenil, narrativa, poesia, teatre i traducció. Fins a l'any 2021 es podien guardonar només obres escrites per autors valencians, però el 2022 es va decidir obrir el premi a qualsevol obra en català. En el marc d'aquests premis també s'atorga anualment el Premi de Difusió dels Premis de la Crítica dels Escriptors Valencians, a la millor iniciativa de difusió cultural o de difusió de la literatura catalana del País Valencià.
Des de l'any 1996, durant l'acte de lliurament dels premis, que és la gran festa de les lletres valencianes, també s'homenatja un escriptor o escriptora com a reconeixement a la seua trajectòria.

## Obres guardonades
| Any  | Poesia                                                                         | Narrativa                                                                             | Assaig | Teatre                                                                 | Literatura infantil                                                       | Literatura juvenil                                             | Difusió                                                                                         | Escriptor homenetjat       | Traducció                                                    |
| ---- | ------------------------------------------------------------------------------ | ------------------------------------------------------------------------------------- | --- | ---------------------------------------------------------------------- | ------------------------------------------------------------------------- | -------------------------------------------------------------- | ----------------------------------------------------------------------------------------------- | -------------------------- | ------------------------------------------------------------ |
| 2023 |                                                                                | Raquel Ricart, El dit de Déu                                                          | Vicent Alonso, Camins que el temps no esborra (Notes d’un dietari, 2006-2008)                              | Sergi Belbel, Ella i màquina                                           | Maria Josepa Payà, Mariola i la botiga de la font                         | Ximo Cerdà, El secret del contacontes                          | Poefesta                                                                                        | Marisol González           |                                                              |
| 2022 |                                                                                | Aina Fullana Llull, Els dies bons                                                     | Gemma Gorga, Hi ha un país on la boira                                                                     | Sílvia Navarro Perramon, Negatius                                      | Anna Manso, El llenguatge secret                                          | Coia Valls, Pantera                                            | Espai Joan Fuster                                                                               | Anna Montero               | Marta Nin, I del cel van caure tres pomes de Nariné Abgarian |
| 2021 | Marc Granell, Cel de fang                                                      | Francesc Mompó, Prosceni blau (Onada)                                                 | Pilar Alfonso Escuder, De Warhol a @yodominguez. Mirar l'art i veure el món                                | Pau Alabajos, Hotel Fontana                                            | Maria Dolors Pellicer, Poalet de versos                                   | Anna Marí i Daniel Torm, L'increïble assassinat d’Ausiàs March | Fundació Bromera                                                                                | Enric Lluch i Girbés       |                                                              |
| 2020 | Iban L. Llop, Serps i paisatges                                                | Víctor Labrado, Veus, la mar                                                          | Gustau Muñoz, Corrents de foc, Corrents de fons                                                            | Juli Disla, Patrícia Pardo, Xavier Puchades i Begoña Tena, Els nostres | Maria Jesús Bolta, El cel és blau                                         | Pasqual Alapont, L'ombra del pare                              | Casal Popular Tió Cuc d'Alacant                                                                 | Miquel De Renzi            |                                                              |
| 2019 | Àngels Gregori, Quan els grans arbres cauen                                    | Vicent Usó, El paradís a les fosques                                                  | Ramon Ramon, Llum a l'atzucac                                                                              | Maribel Bayona, L'orquestra del silenci                                | Ximo Cerdà, Un mocador de pirata                                          | Anna Boluda, Res a amagar                                      | Miquel Gil                                                                                      | Àngels Moreno Vercher      |                                                              |
| 2018 | Mercè Claramunt Diego, Insomne vida sonora                                     | Xavier Aliaga, Les quatre vides de l'oncle Antoine                                    | Manel Alonso, Les petjades de l'home invisible                                                             | Gemma Miralles, De Sukei a Naima                                       | Maria Dolors Pellicer, Poemes amb llum de lluna                           | Silvestre Vilaplana, El triangle rosa                          | Vilaweb                                                                                         | Joan Navarro               |                                                              |
| 2017 | Maria Josep Escrivà, Serena barca                                              | Paco Esteve i Beneito, Si ha nevat                                                    | Joan Garí, L'única passió noble                                                                            | Xavier Puchades, Saqueig                                               | David Navalón, La senyora Neus (il·lustr. Ada Sinache)                    | Josep Millo, Per què tot em passa a mi?                        | Diari La Veu                                                                                    | Teresa Pascual             |                                                              |
| 2016 | Antoni Ferrer, Variacions Goldberg                                             | Martí Domínguez, La sega                                                              | Anna Moner, Gabinet de curiositats                                                                         | Rodolf Sirera, Trio                                                    | Marc Granell, La vida que creix (cur. Josep V. Garcia; il·lustr. Paulapé) | Lliris Picó i Carbonell, Moisés, estigues quiet!               | Ca Revolta                                                                                      | Carme Miquel               |                                                              |
| 2015 | Joan Navarro, O: Llibre d'hores                                                | Manuel Baixauli, La cinquena planta                                                   | Tobies Grimaltos, Vista parcial                                                                            | Manuel Molins, Blut Und Boden (Sang i pàtria)                          | Andreu Galan, Qui no sap riure no sap viure                               | Teresa Broseta, Cor d'elefant                                  | Societat Coral El Micalet                                                                       | Marc Granell               |                                                              |
| 2014 | Josep Porcar, Llambreig                                                        | Joan Francesc Mira, El tramvia groc                                                   | Enric Iborra, Un son profund. Dietari d'un curs de literatura universal                                    | Joan Manuel Matoses, Àfrica                                            | Francesc Gisbert: La Maria no té por                                      | Xavier Aliaga, El meu nom no és Irina                          | Associació El Tempir                                                                            | Gaspar Jaén                |                                                              |
| 2013 | Rubén Luzón, Ai                                                                | Muriel Villanueva, La gatera                                                          | Vicent Salvador, Figures i esbossos. Estudis sobre literatura valenciana contemporània                     | Manuel Molins, València, Hollywood, Iturbi                             |                                                                           |                                                                | Associació Cultural Bloc de Progrés Jaume I de l'Alcúdia                                        | Manuel Molins              |                                                              |
| 2012 | Ramon Ramon, Simfonia per a un estat de coma                                   | Xavier Aliaga, Vides desafinades                                                      | Alfons Llorenç, El sant del dia                                                                            | Carles Alberola, Que tinguem sort!                                     |                                                                           |                                                                | Octubre Centre de Cultura Contemporània                                                         | Vicent Pitarch             |                                                              |
| 2011 | Ramon Guillem, Abisme i ocell                                                  | Raquel Ricart i Leal Les ratlles de la vida i Andreu Sevilla La penombra de la coloma | Enric Sòria En el curs del temps. Un itinerari a través de vuit-cents anys de literatura catalana          | Francesc Adrià Cucarella La taula de canvis (la proporció)             |                                                                           |                                                                | Vicent Beguer, llibreter                                                                        | Josep Piera                |                                                              |
| 2010 | Jaume Pérez Montaner, Solatge                                                  | Núria Cadenes, AZ                                                                     | Enric Balaguer, La casa que vull                                                                           | Manuel Molins, Dones, dones, dones                                     |                                                                           |                                                                | Francesc Mompó i Mercè Climent, pels seus blogs                                                 | Joan Pla                   |                                                              |
| 2009 | Josep Mª Balbastre Vila, Gradual, i Teresa Pascual Rebel·lió de la sal         | Salvador Company Silenci de plom, i Isidre Martínez Marzo Cementiri dels Anglesos,    | Isabel-Clara Simó, Adéu, Boadella                                                                          | Antoni Torreño Deesses per nassos                                      |                                                                           |                                                                | Quadern, suplement cultural de l'edició valenciana del diari El País                            | Lluís Alpera               |                                                              |
| 2008 | Isabel Garcia Canet, Claustre                                                  | Manuel Baixauli, L'home manuscrit                                                     | Tono Fornés i Juan Gargallo, De mar estant                                                                 | Josep Lluís Roig, Desàngel                                             |                                                                           |                                                                | sèrieALFA, revista literària a internet                                                         | Jaume Pérez Montaner.      |                                                              |
| 2007 | Manel Garcia Grau, Constants vitals                                            | Francesc Bodí, Havanera                                                               | Francesc Bayarri, Cita a Sarajevo, l'Eixam edicions                                                        | Manuel Molins, Combat                                                  |                                                                           |                                                                | revista Saó                                                                                     | Isabel-Clara Simó          |                                                              |
| 2006 | Josep Ballester, L'odi                                                         | Joaquim González Caturla, L'home de l'estació                                         | Josep Iborra, Inflexions i Enric Sòria, La lentitud del mar                                                | Rodolf Sirera, Raccord                                                 |                                                                           |                                                                | Carles Jorro, llibreter                                                                         | Josep Iborra               |                                                              |
| 2005 | Joan Navarro, Magrana                                                          | Esperança Camps, Enllà de la mar                                                      | Emili Piera, Dietari de guerra                                                                             | Roberto Garcia, Indecent                                               |                                                                           |                                                                | Miquel Gil i Paco Muñoz                                                                         | Joan Francesc Mira         |                                                              |
| 2004 | Joan Elies Adell, Encara una olor i Xulio Ricardo Trigo, Llibre de la quietud, | Toni Cucarella, Quina lenta agonia, la dels ametlers perduts                          | Isabel-Clara Simó, En legítima defensa                                                                     | Manuel Molins, Elisa                                                   |                                                                           |                                                                | Associació de Bibliotecaris Valencians                                                          | Carmelina Sánchez-Cutillas |                                                              |
| 2003 | Salvador Jàfer, El desert                                                      | Vicent Usó, Crònica de la devastació                                                  | Gustau Muñoz, A l'inici del segle. Un dietari de reflexions                                                | Manuel Molins, Abú Magrib                                              |                                                                           |                                                                | revista L'Aljamia i associació Alfons el Vell, de Gandia                                        | Joan Climent               |                                                              |
| 2002 | Isidre Martínez Marzo, Sense mi, Denes                                         | Antoni Martí Monterde, L'erosió                                                       | Jesús Tuson, Una imatge no val més que mil paraules                                                        | Rodolf Sirera, La mirada de l'alquimista                               |                                                                           |                                                                | revistes Passadís i Abalorio                                                                    | Alfred Giner Sorolla       |                                                              |
| 2001 | Gaspar Jaén, Pòntiques,                                                        | Francesc Bodí, L'indifel                                                              | Joan Garí, Un ofici del segle                                                                              | Carles Alberola i Robert Garcia, Besos                                 |                                                                           |                                                                | Revista literària L'Aiguadolç                                                                   | Bernat Capó                |                                                              |
| 2000 | Ramon Guillem, Solatge de sols                                                 | Biel Mesquida Vertígens                                                               | Enric Balaguer, Ressonàncies orientals                                                                     | Manuel Molins, Trilogia d'exilis                                       |                                                                           |                                                                | El Punt - València                                                                              | Raimon                     |                                                              |
| 1999 | Gaspar Jaén, Del temps present, ; Lluís Roda, Buirac d'amor                    | Toni Cucarella, L'última paraula, ; Isabel-Clara Simó, El professor de música         | Lluís Aracil, La mort humana; Gemma Lluch i Crespo, El lector model en la narrativa per a infants i joves. |                                                                        |                                                                           |                                                                | suplement Posdata del diari Levante; i Setmana de Lletres Valencianes, de l'Ajuntament de Silla | Maria Beneyto              |                                                              |
| 1998 | Miquel Martínez, Llibre de família                                             | Joan F. Bodí, Guerres perdudes                                                        | Enric Sòria, Incitacions                                                                                   |                                                                        |                                                                           |                                                                | secció de llibres d'El Temps, coordinada per Laia Climent                                       | Vicent Ventura             |                                                              |
| 1997 | Emili Rodríguez-Bernabeu, Escandinàvia                                         | Joan Francesc Mira, Borja Papa                                                        | Vicent Pitarch, Control lingüístic o caos                                                                  |                                                                        |                                                                           |                                                                | Reies Juan                                                                                      | Joan Castelló              |                                                              |
| 1996 | Lluís Alpera, Amb cendres i diamants                                           | Xulio Ricardo Trigo, La desaparició d'Evelyn                                          | Josep Ballester, La poesia catalana de postguerra al País Valencià                                         |                                                                        |                                                                           |                                                                |                                                                                                 | Enric Valor                |                                                              |
| 1995 | Jaume Pérez Montaner, Fronteres                                                | Josep Palomero, Els secrets de Meissen                                                | Toni Mollà, La utopia necessària                                                                           | Josep Lluís i Rodolf Sirera, La ciutat perduda                         |                                                                           |                                                                |                                                                                                 |                            |                                                              |
| 1994 | Ramon Guillem, Terra d'aigua                                                   | Josep Franco, Manuscrit de Mossèn Gerra                                               | AADD., Fuster entre nosaltres                                                                              |                                                                        |                                                                           |                                                                |                                                                                                 |                            |                                                              |
| 1993 | Jaume Pérez Montaner, Màscares                                                 | Josep Franco, Rapsòdia                                                                | Josep Ballester, Temps de Quarantena                                                                       | Manuel Molins, Ombres de la ciutat                                     |                                                                           |                                                                |                                                                                                 |                            |                                                              |
| 1992 | Marc Granell, Fira desolada                                                    | Rafa Gomar, Legítima defensa                                                          | Joan Fuster, Obra completa Vol. VI                                                                         |                                                                        |                                                                           |                                                                |                                                                                                 |                            |                                                              |
| 1991 | Marc Granell, Tria personal                                                    | Ignasi Mora, Finale                                                                   | Josep Ballester, Joan Fuster, una aventura lírica                                                          | Josep Palàcios, Tríptic del Tirant lo Blanc                            |                                                                           |                                                                |                                                                                                 |                            |                                                              |